# Libro del caballero Zifar

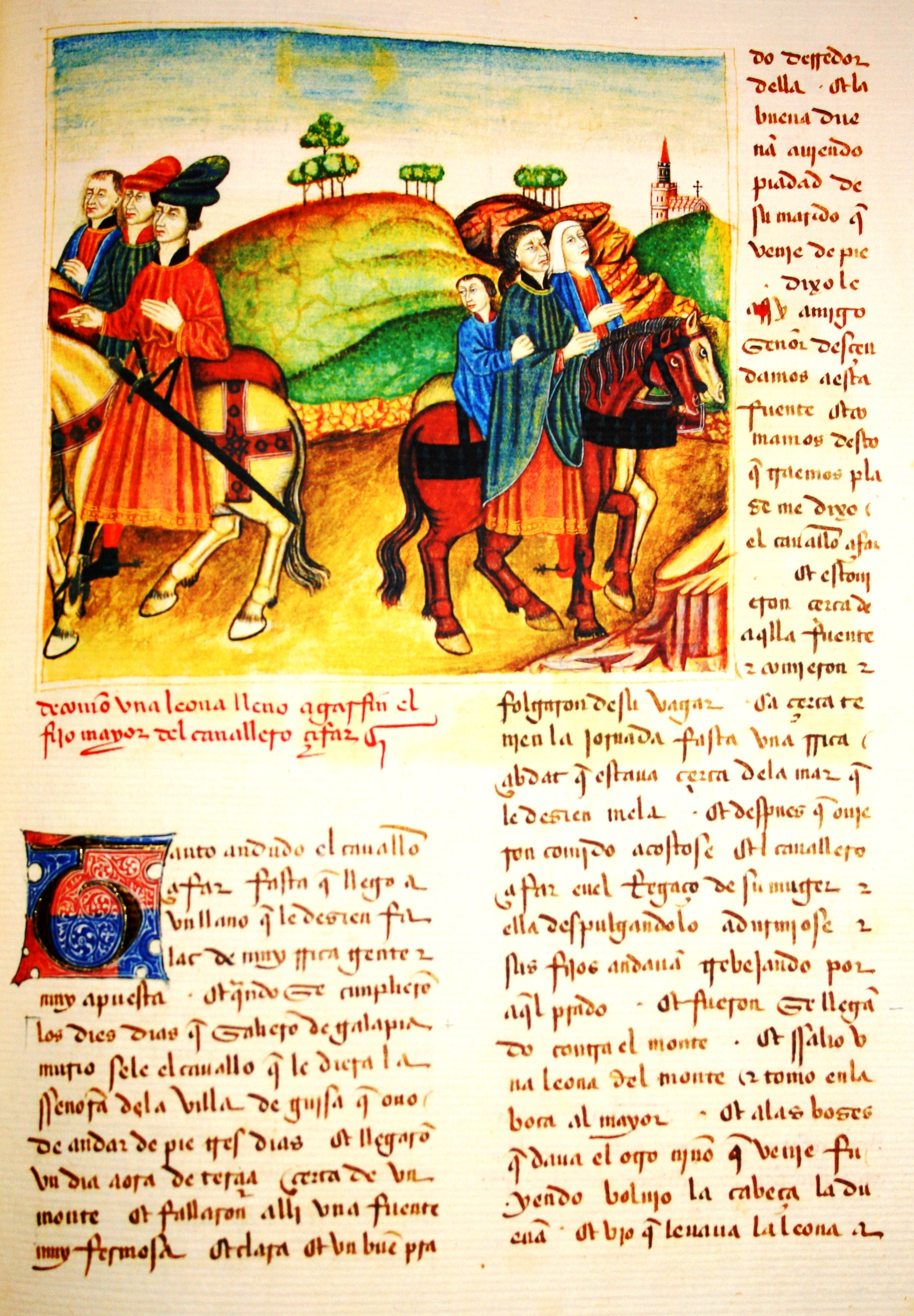
Libro del cavallero Zifar, f. 32r del manuscrito de París. «De cómo una leona llevó a Garfín, el fijo mayor del cavallero Zifar».

El Libro del caballero Zifar (originalmente Libro del cavallero Zifar) es el primer relato de aventuras de ficción extenso de la prosa española y fue compuesto en la segunda mitad del siglo XIII. Presenta rasgos de la novela de caballerías y su autor fue, probablemente, Ferrand Martínez, clérigo de Toledo, el cual aparece en un cuento del prólogo. 
Se nos ha transmitido en dos manuscritos, el ms. 11.309 (Biblioteca Nacional de España) del siglo XIV, llamado códice M; y el ms. español 36 (Biblioteca Nacional de Francia) llamado códice P o manuscrito de París, de 1464, bellamente iluminado. Además existen dos ejemplares de una edición impresa en Sevilla en 1512. 
El relato arranca como una adaptación de la vida de san Eustaquio, que se personificaba en el caballero Plácido (o Plácidas, como se le llamó en la Península) que protagonizaba una difundida leyenda hagiográfica, encarnada en el caballero Zifar, a partir de la cual se entretejen diversos materiales de carácter didáctico, épico y caballeresco. Zifar parte de una desgraciada separación familiar para reencontrarse luego elevado a la condición de rey de Mentón. Su hijo, Roboán, recibe sus enseñanzas y repite la trayectoria del padre, siendo al fin coronado emperador.

## Autoría y datación
El ejemplo prologal nos sitúa en 1300, año jubilar bajo el papado de Bonifacio VIII, y en Roma, adonde llega Ferrand Martínez, archidiácono de Madrid para encontrarse con Gonzalo García Gudiel, arzobispo primado de Toledo y posteriormente ruega a Ferrand que traslade a Toledo su cuerpo finado, lo que ocurre al año siguiente. Datos comprobados de este cuento son el jubileo, la historicidad de Ferrand Martínez y de Gonzalo García Gudiel, por lo que la crítica ha creído verosímil que Ferrand Martínez compusiera el libro hacia 1300 y que escribiera el cuento introductorio tres o cuatro años después.
De lo que no cabe duda es de que el autor poseía formación jurídica y experiencia en cancillerías. En todo caso el autor del Zifar tuvo que conocer o tener noticia de estos personajes históricos. La fecha ante quem de redacción no iría más allá del primer cuarto del siglo XIV.
No obstante, en su estudio «Los problemas del Zifar» de la última edición facsímil de 1996, Juan Manuel Cacho Blecua retrasa su fecha de composición hasta mediados del siglo XIV.

## Estructura
El libro se inicia con un prólogo (aunque no se nombra así en los manuscritos) en el que un tal Ferrand Martínez asegura haber traducido la historia de la lengua caldea, que aquí significa probablemente «árabe». Aunque es este un tópico habitual de los relatos de tradición caballeresca, lo cierto es que muchos de los antropónimos del Zifar son árabes y también ciertos motivos estilísticos, pues la técnica de inserción de los cuentos (se incluyen más de veinte exempla) recuerda la estructura de Las mil y una noches.
Muy posiblemente la inclusión de digresiones típicas de la literatura sapiencial o las colecciones de exempla viene dada por la novedad que suponía componer una obra extensa de ficción en prosa, a pesar de que la labor del taller literario alfonsí y la aclimatación de la materia de Bretaña en la Península, junto con la necesidad de desarrollar modelos narrativos en las crónicas históricas, habían allanado el camino a la irrupción de la ficción novelesca.

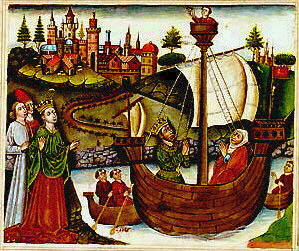
Miniatura del manuscrito de París.

Así, el Zifar podría dividirse en un prólogo y cuatro partes:
- Prólogo. Convencionalmente denominado así por la crítica que se ha ocupado del Zifar, se trata de un exemplum, como recomendaban las artes poeticae para el ordo artificialis, una parte de la retórica medieval. Brunetto Latini, en los Libros del Tesoro aconseja comenzar estas obras extensas con «un enxiemplo o proverbio o sentencia o autoridat de los sabios».

- Las dos primeras partes. Se titulan «El caballero de Dios» y «El rey de Mentón» en la edición de Wagner (1929). Relatan una historia de separación y encuentro de Zifar con su familia, compuesta por su mujer Grima y sus hijos Garfín y Roboán.

- La tercera parte, «Castigos del rey de Mentón», recoge los consejos que Zifar —ya rey de Mentón— da a sus hijos Garfín y Roboán. Es un tratado doctrinal de educación de príncipes, y se aparta del género narrativo para hacer una digresión didáctica. Esta parte reelabora las Flores de filosofía, una colección de sentencias obtenidas del Libro de los cien capítulos que a su vez provienen de las colecciones árabes de dichos de sabios griegos.[3]

- La cuarta parte narra la historia de Roboán desde que abandona el reino de Mentón hasta que consigue ser coronado emperador de Tígrida, con lo que repite el modelo de su padre.

La edición impresa de Sevilla de 1512 añadió otro prólogo al original.

## Estilo
La heterogeneidad de los materiales que conforman el Zifar propició en un primer momento que la crítica negara la unidad temática de la obra hasta mediados del siglo XX. Pero a partir del estudio de Justina Ruiz Conde (1948) la tendencia dominante es considerarla como una obra unitaria, si bien dentro de los parámetros siempre misceláneos de la literatura medieval. En 1996 un trabajo de Francisco Rico vuelve a incidir en la amalgama colectánea de géneros que supone el libro.

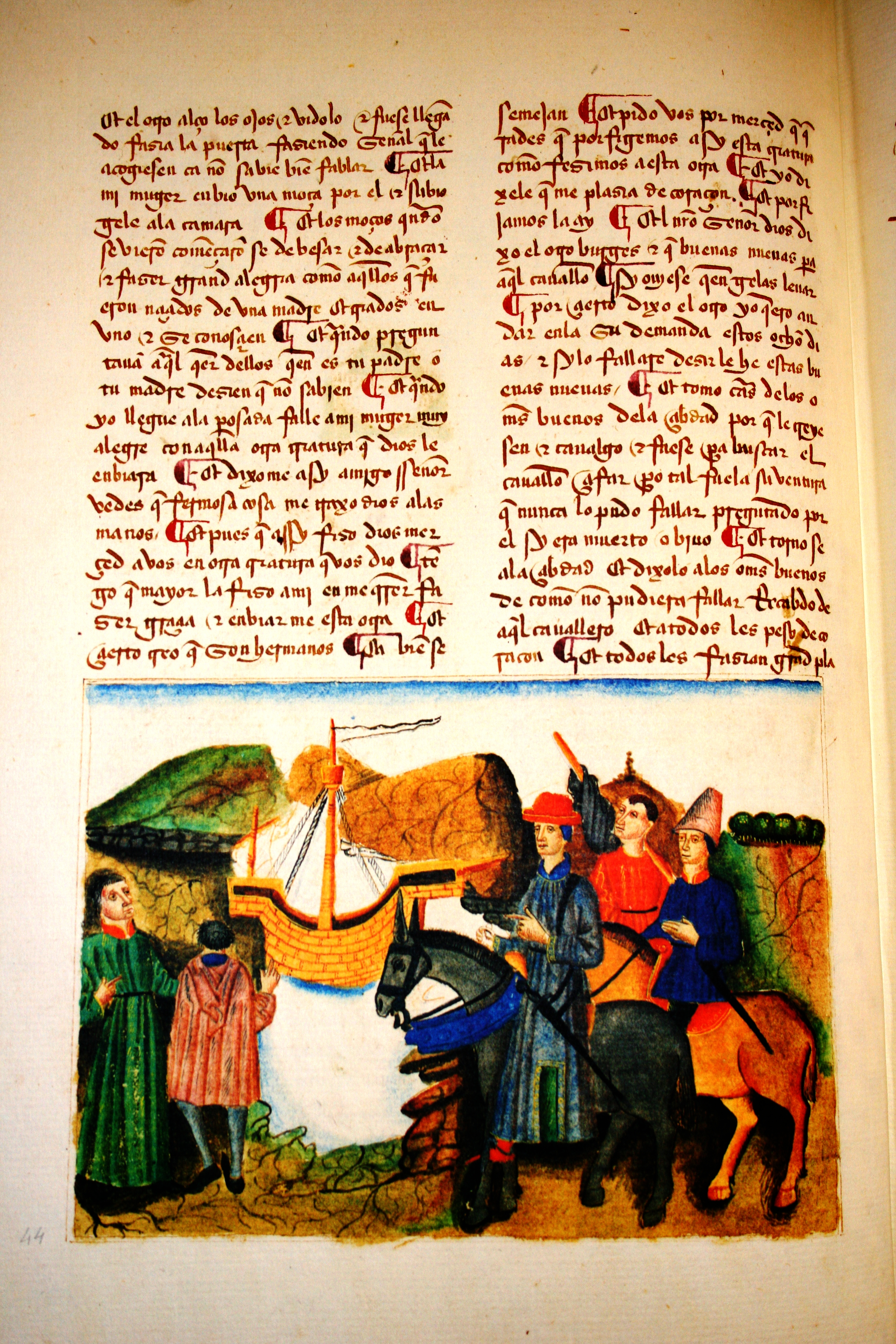
f. 35v del manuscrito de París.

La crítica de la segunda mitad del siglo XX incidió en su carácter doctrinal. Se ha propuesto como tema de la unidad del libro la frase redde quod debes (devuelve lo que debes), que enunciaría el núcleo de una estructura basada en el sermón, donde todo el Zifar sería una amplificación del concepto de la redención.
Otra interpretación propone una unidad basada en las retóricas medievales, en los recursos de amplificación, paralelismos, simetrías y digresiones (con técnica de intercalación o entrelazamiento de episodios), que son propias de los posteriores libros de caballerías. El libro no tendría un carácter doctrinal ni alegórico, sino que constituiría un relato heroico y caballeresco con elementos intercalados moralizantes, como los consejos del rey de Mentón o la abundancia de exempla, proverbios y sentencias.
Destaca, en todo caso, la presencia constante del humor en el Libro del caballero Zifar, estudiado por Scholberg, aspecto en el que concluye que supera a todas sus obras contemporáneas. Existen tanto componentes humorísticos verbales, como juegos de palabras o conversaciones ingeniosas, como estructurales, como el «Cuento del medio amigo», que es todo él una broma que un padre le gasta a su hijo.
Pero quizá los elementos más señalados del estilo del Zifar son los proverbios y refranes y los exempla o cuentos moralizantes. En cuanto a los primeros se nota, a diferencia de lo que ocurre en otras obras de la literatura española que los utilizan, como El libro de buen amor, La Celestina o El Quijote, que no aparecen enristrados, sino diseminados por toda la obra. En general se ponen más frecuentemente en boca de personajes de autoridad elevada, como son Zifar (luego convertido en Rey de Mentón) y su hijo Roboán, que también será coronado ya no rey, sino emperador. Menos sentencias aparecen en boca del personaje más cómico de la obra, el escudero Ribaldo, por lo que no hay similitudes en este aspecto con su descendiente literario, Sancho Panza. Han sido catalogadas hasta un total de trescientas setenta y cuatro frases de carácter paremiológico en el Zifar.
En cuanto a los exempla, aparecen en el texto más de veinte, tratados siempre con algún añadido original. Su filiación es diversa y va desde las fábulas de Esopo (como sucede en el arcipreste de Hita), hasta el origen oriental (hindú, persa o árabe adecuándolos a la cultura cristiana), pasando por el anecdotario de procedencia clásica bien difundido en la literatura sapiencial, de la que es ejemplo el cuento de la proverbial comparación entre la ruindad de Antígono y la generosidad de Alejandro Magno.
La imbricación de los textos se logra mediante variadas técnicas narrativas donde se aprecia el influjo de la cuentística oriental, con el mecanismo de relato marco y cajas chinas o muñecas rusas. La mayor parte de las veces la voz narrativa pertenece a uno de los protagonistas del Zifar, que se sirve de la narración de un cuento en el decurso del diálogo con otro personaje. Con ella pretende ejemplificar en la práctica lo que expuso de modo teórico. También en este caso son los personajes de mayor prestigio quienes acaparan la mayoría de las intervenciones como narradores internos, pues revelan una de las dos características que debía tener un héroe medieval, la sapientia (sabiduría), que era inseparable de la fortitudo o valor guerrero. Solo en algunas ocasiones el narrador del cuento es el narrador principal del Libro del caballero Zifar. En la anécdota del «Agarrado a este nabo» el protagonista y narrador de la facecia o relato folclórico es un personaje del relato principal, el criado Ribaldo. Se trata de una técnica que adelantará la inclusión de material folclórico en los hechos narrados por el protagonista que se da en el Lazarillo de Tormes.
Pese a que la obra ha sido considerada como la primera novela de caballerías de la literatura española, carece de algunos rasgos definitorios de este género, como son la ausencia de descripción de batallas y estrategias militares, la precaución e incluso elusión de los enemigos, la escasísima presencia de duelos entre dos caballeros y, en fin, un sentido de la fama, el amor y la aventura muy diferente del mundo ideal caballeresco. Antes al contrario, el relato del Zifar se esfuerza en reproducir con bastante fidelidad el contexto de la realidad cotidiana del siglo XIV. Por otro lado la influencia de la novela griega de aventuras o novela helenística basta para explicar la separación y reencuentro familiar, el encumbramiento del héroe y el entrelazamiento de los episodios.
Por último cabe mencionar la inclusión de dos poemas castellanos, en uno de los primeros ejemplos de lírica en esta lengua que se conservan. Los poemas expresan plantos por la pérdida del amor o de un reino maravilloso e inciden en la expresión de las emociones con recursos muy sencillos, como la interjección, la interrogación retórica, la anáfora o el apóstrofe:

¡Ay mesquina, cativa, desamparada,
sin grant conorte!
¡Ay forzada, desheredada
de todo mio bien!
Ven por mi, muerte
bienaventurada,
ca yo non puedo sofrir dolor tan fuerte.

¡Guay de mi mesquino!
¡Guay de mi cativo!
¡E guay de mi sin entendimiento!
¡E guay de mi sin ningunt consolamiento!
¿Dó el mio viçio?
¿Dó el mio grant bolliçio?
Ove muy grant riqueza,
agora so en pobreza.
Ante era acompañado
agora so solo fincado.
Ya el mi poder
non me puede pro tener:
he perdido cuanto había.
Libro del caballero Zifar, ed. Cristina González, Madrid, Cátedra, 1983, págs. 428, 429.

## Manuscritos
- Ms. 11.309 (antes Ii 87) de la Biblioteca Nacional de España en Madrid. Códice M. Siglo XIV.

- MS. espagnol 36 de la Biblioteca Nacional de Francia en París. Códice P. 1464.

## Ediciones antiguas
- Edición de Sevilla de 1512, Códice S. Se conservan dos ejemplares:

- Inv. Rés. Y2 259 de la Biblioteca Nacional de Francia.
- Impreso VIII-2.054 de la Biblioteca del Palacio Real de Madrid, impreso en 1529 pero en realidad es una reimpresión idéntica a la de 1512.

## Ediciones modernas
- Heinrich Michelant, Historia del Cavallero Cifar, Tübingen, Alemania, 1872 (Bibliothek des Litterarischen Vereins in Stuttgart, CXII).
- Charles Ph. Wagner, El Libro del Caballero Zifar, Míchigan, Ann Arbour-University of Michigan, 1929. La más completa y coherente edición crítica aún en la actualidad. Es el texto que reproducen, modernizándolo, Martín de Riquer (1951) y Felicidad Buendía (1960).
- Martín de Riquer, El Caballero Zifar, Barcelona, Ariel, 1951 (Selecciones Bibliófilas).
- Felicidad Buendía, Libros de Caballerías españoles: El Caballero Cifar, Amadís de Gaula, Tirant el Blanco, Madrid, Aguilar, 1960.
- Joaquín González Muela, Libro del Caballero Zifar, Madrid, Castalia, 1982 (reeditado en 1990).
- Cristina González, Libro del Caballero Zifar, Madrid, Cátedra, 1983.
- M. A. Olsen, Libro del Cavallero Çifar, Madison, HSMS, 1984.
- Manuel Moleiro y Francisco Rico, Libro del caballero Zifar. Códice de París, Barcelona, Moleiro, 1996. (ed. facsímil).